# Lobelia dasyphylla
Lobelia dasyphylla är en klockväxtart som beskrevs av Franz Elfried Wimmer. Lobelia dasyphylla ingår i släktet lobelior, och familjen klockväxter. Inga underarter finns listade i Catalogue of Life.